# Nagurus cubanocolens
Nagurus cubanocolens är en kräftdjursart som beskrevs av Albert Vandel 1981. Nagurus cubanocolens ingår i släktet Nagurus och familjen Trachelipodidae. Inga underarter finns listade i Catalogue of Life.